# Emma García
Emma García García (13 gennaio 1999) è una sincronetta spagnola, specializzata nel duo misto.

## Biografia
Agli europei di nuoto di Glasgow 2018 ha vinto il bronzo nel combinato a squadre.
Agli europei di nuoto di Budapest 2020, disputati nel maggio 2021 alla Duna Aréna, ha vinto la medaglia di argento nel duo misto programma tecnico e programma libero, gareggiando con Pau Ribes.

## Palmarès
- Mondiali

Fukuoka 2023: argento nel duo misto (programma tecnico)
- Europei

Glasgow 2018: bronzo nella gara a squadre (programma libero)
Budapest 2020: argento nel duo misto (programma libero) e nel duo misto (programma tecnico)
Belgrado 2024: oro nel duo misto (programma libero) e nel duo misto (programma tecnico)
- Giochi europei

Cracovia 2023: oro nel duo misto tecnico e argento nel duo misto libero

### Coppa del Mondo
- 6 podi:
  - 4 vittorie (4 nel duo)
  - 2 terzi posti (2 nel duo)

#### Coppa del mondo - vittorie
| Data           | Luogo    | Paese    | Disciplina    |
| -------------- | -------- | -------- | ------------- |
| 14 maggio 2023 | Soma Bay | Egitto   | Duo tecnico   |
| 2 giugno 2023  | Oviedo   | Spagna   | Duo tecnico   |
| 31 maggio 2024 | Markham  | Canada   | Duo libero Mx |
| 6 luglio 2024  | Budapest | Ungheria | Duo libero Mx |